# Raja (film, 2003)
Pour plus de détails, voir Fiche technique et Distribution.
Raja est un film franco-marocain réalisé par Jacques Doillon et sorti en 2003.

## Synopsis
Raja est une jeune Marocaine qui a une vie difficile, étant orpheline, surveillée par son frère. Elle travaille chez Frédéric, un riche occidental qui ne parle pas la même langue qu'elle, qui tombe amoureux d'elle, mais veut juste la séduire.

## Fiche technique
- Réalisation : Jacques Doillon
- Scénario :  Jacques Doillon
- Production : Les Films du losange
- Image : Hélène Louvart
- Costumes : Emma Bellocq
- Musique : Philippe Sarde
- Montage : Gladys Joujou
- Durée : 112 minutes
- Dates de sortie:
  - Italie: 28 août 2003 (Festival de Venise)
  - France : 3 septembre 2003
  - Belgique : 17 septembre 2003
  - Allemagne : 24 septembre 2003  Festival de Hambourg)
  - Maroc : 6 octobre 2003
  - États-Unis : 17 octobre 2003 (Festival de New York)

## Distribution
- Pascal Greggory : Fred
- Najat Benssallem : Raja
- Ilham Abdelwahed : Nadira
- Hassan Khissal : Youssef
- Ahmed Akensous : Ahmed

## Distinctions
- Jacques Doillon remporte le titre du réalisateur français de l'année au Festival de Cannes 2004[1]
- Najat Benssallem remporte le prix de la meilleure actrice au festival de Marrakech, et le Prix Marcello-Mastroianni à la Mostra de Venise 2003

## Commentaires
Jacques Doillon décrit ses personnages de la façon suivante: « Quand le film commence, Raja et Frédéric sont tous les deux des infirmes du sentiment. Frédéric ne veut pas souffrir, plutôt rien, plutôt le vide affectif que la souffrance ».
Pour Télérama, « Une fois encore, Doillon peint les contretemps du sentiment, la rencontre de deux êtres devenant, peu à peu, les jouets d'un malentendu ».